# Gouania wurdackii
Gouania wurdackii är en brakvedsväxtart som beskrevs av J.A. Steyermark. Gouania wurdackii ingår i släktet Gouania och familjen brakvedsväxter. Inga underarter finns listade i Catalogue of Life.